# Ferrovia ad alta velocità Madrid-Valladolid
La ferrovia ad alta velocità Madrid–Valladolid è una linea ferroviaria spagnola che connette le città di Madrid e Valladolid.

## Caratteristiche tecniche
La linea è lunga 179,6 km, di questi 42,1 km in gallerie e 2 in viadotto. L'intera linea è a doppio binario banalizzata ed elettrificata 1 x 25 kV 50 Hz CA, attrezzata con ERTMS di livello 2. Su tutta la linea sono possibili comunicazioni terra-treno con il sistema GSM-R. La linea è stata progettata per una velocità massima di 350 km/h.

## Percorso
| Stazione                            | Città      | Progr. Km |
| ----------------------------------- | ---------- | --------- |
| Stazione di Madrid Chamartín        | Madrid     | 0,5       |
| Stazione di Segovia-Guiomar         | Segovia    | 68,3      |
| Stazione di Valladolid-Campo Grande | Valladolid | 179,6     |